# Tonga i olympiska sommarspelen 2012
Tonga deltog i de olympiska sommarspelen 2012 som äger rum i London i Storbritannien mellan den 27 juli och den 12 augusti 2012.

## Friidrott
- Huvudartikel: Friidrott vid olympiska sommarspelen 2012

Förkortningar
- Notera – Placeringar gäller endast den tävlandes eget heat
- Q = Kvalificerade sig till nästa omgång via placering
- q = Kvalificerade sig på tid eller, i fältgrenarna, på placering utan att ha nått kvalgränsen
- NR = Nationellt rekord
- N/A = Omgången inte möjlig i grenen
- Bye = Idrottaren behövde inte delta i omgången

Herrar
Bana och väg
| Joseph Andy Lui | 100 m | 11.17 | 4 | Gick inte vidare | Gick inte vidare | Gick inte vidare | Gick inte vidare | Gick inte vidare | Gick inte vidare |

Damer
Fältgrenar
| Idrottare    | Gren        | Kval  | Kval      | Final            | Final            |
| Idrottare    | Gren        | Längd | Placering | Längd            | Placering        |
| ------------ | ----------- | ----- | --------- | ---------------- | ---------------- |
| Ana Po'uhila | Kulstötning | 15.80 | 30        | Gick inte vidare | Gick inte vidare |

## Simning
- Huvudartikel: Simning vid olympiska sommarspelen 2012